# 布德尼基 (留波姆區)
51°20′11″N 23°46′22″E / 51.33639°N 23.77278°E
布德尼基（烏克蘭語：Будники），是烏克蘭的村落，位於該國西部沃倫州，由科韋利區負責管轄，面積0.53平方公里，海拔高度170米，2001年人口197，人口密度每平方公里371.7人。